# Шергова, Галина Михайловна
Галина Михайловна Ше́ргова (31 августа 1923, Чита, РСФСР, СССР — 11 мая 2017, Москва, Россия) — советский и российский сценарист, журналист, прозаик, поэтесса, военный корреспондент. Заслуженный работник культуры РСФСР (1975). Лауреат Государственной премии СССР (1978).

## Биография

### Ранние годы и предки
Галина Шергова родилась 31 августа 1923 года в Чите в семье врачей Михаила Исаевича Шергова (1878—1958) и Софьи Давидовны Мейсельман (1885—1956). Дед, купец Исай Соломонович Шергов, в 1903—1906 годах — учёный еврей Читинской иудейской общины; другой дед, Давид Ицкович-Мордхович Мейсельман (1837—1904), был кантонистом и после службы осел в Томске.
Родители Галины Шерговой имели частную практику в Чите и двухэтажный дом с медицинскими кабинетами, однако с началом Гражданской войны они пошли работать врачами в Красную армию, потеряв одного ребёнка от холеры, а другого — от сыпного тифа. Они считали, что обязаны вместе с большевиками бороться за народное благо. «А если оно не станет основой для правительства и оппозиции, нам с вами до настоящей демократии не дожить», — вспоминала о словах отца Галина Михайловна.
В 1933 году родители решили, что их талантливую дочь надо воспитывать в Москве, и переехали в столицу. Это спасло им жизнь, так как оставшихся в Чите их родственников и коллег в 1937 году репрессировали.

### Военные годы
Окончила школу накануне Великой Отечественной войны, выпускной вечер был 21 июня 1941 года. В порыве патриотизма решила, что должна научиться строить самолёты для Советской армии, и поступила в Московский авиационный институт. Но несмотря на успехи в математике и технических предметах, не смогла учиться из-за нелюбви к черчению.

Тайно от родителей, пренебрежительно относившихся к литературе как к профессии, отнесла свои стихи для поступления в Литинститут. Выдержала конкурс и начала учёбу.
Осенью в числе других студенток была направлена под Вязьму рыть оборонительные укрепления, там пережила первую бомбёжку и предательство старших товарищей, которые покинули место работы. Девушкам пришлось пешком возвращаться домой. Затем в Москве дежурила на крышах, ликвидируя зажигательные бомбы. Пережила панику 16 октября 1941 года, когда члены правительства спешно покидали столицу и распространились слухи, что город сдают немцам. Мародёров расстреливали на месте, по законам военного времени. Зимой 1941 года работала на лесозаготовках, чтобы обеспечить замерзающий город дровами (написала об этом стихи).
Литературный институт в годы войны стал центром притяжения: поэты и писатели-фронтовики приезжали сюда на побывку, в институте преподавали лучшие профессора, авторы учебников, классики литературы: Константин Федин, Леонид Леонов, Константин Паустовский, Илья Сельвинский, Павел Антокольский и так далее. Рядом творило целое поколение прекрасных фронтовых поэтов: Давид Самойлов, Борис Слуцкий, Михаил Кульчицкий, Сергей Наровчатов, Семён Гудзенко.

Шергова вспоминала:

Все жили поэзией, стихами, на всех подоконниках сидели, читали друг другу стихи, а когда закрывался институт, спускались вниз — там было некое подобие студенческого общежития в подвале, и там продолжалось то же самое. Я помню, мы очень любили ходить в комнату, где жил Борис Заходер, у которого жили ещё два литератора — Попхадзе и Ломидзе. У них на дверях висело объявление: «Заходер, но не Ломидзе, а то Попхадзе».

Мне очень повезло, потому что я попала в семинар к Сельвинскому. Мы учились писать всеми существующими размерами — от гекзаметра до александрийского стиха, всеми формами: и баллады, и венок сонетов, и все что угодно.— Г. Шергова, интервью газете «НГ-Exlibris»
Шергова считала, что эти навыки помогли ей в 1970—80-е годы создать поэму «Смертный грех».
В 1943 году ушла на фронт добровольцем, работала военным корреспондентом фронтовой газеты 5-й танковой армии «На штурм!». Затем получила тяжёлое ранение и попала в госпиталь.
На фронт больше не уезжала, однако участвовала в выездных редакциях центральных газет, которые объезжали только что освобождённые районы. В поездке с «Комсомолкой» в Донбасс увидела полностью разбомблённые города, где остались только женщины с детьми.

Они были главной силой, которая отстраивала из руин город. И тогда я не видела ни одного целого города. И вот эту гигантскую страну, лежащую в развалинах, подняли бабы. И вот этот подвиг воскрешения такой гигантской страны, причём в основном женскими руками, — вот это было самое сильное впечатление. И это был подвиг, равный которому действительно не знает история.— Г. Шергова, интервью газете «НГ-Exlibris»
День Победы встречала в компании друзей, среди которых впервые появился фронтовик Зиновий Гердт, с которым Шергова потом дружила всю жизнь.

### Литературный дар
Первые стихи написала в семь лет.
В 1948 году окончила Литературный институт имени А. М. Горького. Входила в литературу как поэт и продолжала писать стихи в течение всей жизни.
Началом журналистской биографии Шерговой стал очерк в журнале «Огонёк», который направил её в творческую командировку для написания цикла стихов. Однако вместо поэзии Шергова привезла документальную прозу, которую отредактировал штатный сотрудник журнала Александр Юровский. Сначала она как автор настороженно отнеслась к правкам, но вскоре признала замечания:

Редактор этот на всю оставшуюся жизнь стал первым читателем всего сочиняемого мной, самым авторитетным, хоть и нелицеприятным, судьей. А его уничижающая меня эрудиция позволяла сплошь и рядом не обращаться к справочной литературе.— Г. Шергова, «А больше – ничего...»
Так Шергова и Юровский образовали творческий союз, впоследствии ставший и семейным.

### Телевидение и кино
Первый телевизионный репортаж Шергова провела в 1957 году с закрытия Всемирного фестиваля молодёжи и студентов в Москве вместе с Ольгой Лепешинской. Шергова комментировала политическую часть, Лепешинская — художественную.
В 1965 году перешла в звуковой журнал «Кругозор» Гостелерадио СССР.
Работала с Р. Л. Карменом и другими режиссёрами. Как сценарист и автор дикторского текста участвовала в создании более 200 фильмов и телефильмов. Половину из них сделала на ЦСДФ. Из воспоминаний Галины Шерговой:

Могу считать, что моим учителем телевизионным был друг нашей семьи Ираклий Андроников. Хотя он меня не учил ничему, но своим опытом, своими беседами пустил по правильному пути. А в кинематографе это был Роман Кармен, с которым я сделала пять фильмов, и который был режиссёром моего первого серьёзного фильма.— 
С 1967 года на телевидении — автор и ведущая телепрограмм, член сценарной коллегии творческого объединения «Экран». Художественный руководитель, один из авторов телесериалов «Наша биография», «Стратегия победы», «Несокрушимая и легендарная» и других.
Работала телевизионным комментатором военных парадов и демонстраций. Член КПСС с 1971 года.

#### Первый видеофильм
В 1976 году сняла первый в истории советского телевидения и кинематографа видеофильм. Производство: Четвёртая программа Центрального телевидения СССР (руководитель — Павел Сатюков, сценаристы — Галина Шергова, Георгий Кузнецов, режиссёр — Анатолий Монастырёв). Тема: перелёт Михаила Громова через Северный полюс в Америку. Основой фильма стало интервью с самим Громовым.

#### «Наша биография»
Документальный телевизионный видеосериал, вышедший на экраны в 1976—1977 гг. к 60-летию советской власти. Каждая из шестидесяти серий (примерный хронометраж — 60 минут) посвящена одному году.

Работа началась за два месяца до выхода в эфир, производство — Главная редакция программ для молодёжи ЦТ. Большую часть фильмов (серии с 1917 по 1964 гг.) создали основные авторы: Галина Шергова (художественный руководитель), Евгений Широков (главный редактор Молодёжной редакции), Эдуард Сагалаев (заместитель главного редактора), Анатолий Лысенко. Остальные серии об СССР периода правления Леонида Брежнева уже в другом формате создала учебная редакция под руководством Вилена Егорова.

Название придумала Шергова, она же написала концепцию. Над сериалом работали 9 бригад. Ведущие в кадре вели рассказ о событиях, повествование переплеталось с художественными видеозарисовками и интервью очевидцев.

#### «Старый патефон»
Авторская телепрограмма Галины Шерговой, выходившая в эфир телеканала «Культура» в 2001 году. Примерный хронометраж выпуска — 25 минут.
Сидя за стареньким патефоном, автор вспоминает отечественных артистов, с которыми была лично знакома (Леонид Утесов, Клавдия Шульженко, Марк Бернес, Ольга Лепешинская). Рассказ иллюстрируется фрагментами хроники, фильмов, концертных выступлений героев.

### Новое слово в тележурналистике и документалистике
Шергова является автором ряда документальных фильмов о войне.
Автор второго текста к «Минуте молчания», выходившей на телевидении в память о войне с 1965 года. Этой работой она гордилась:

Для меня это было разговором о моих друзьях, моем поколении. Ведь из моего класса осталось в живых три мальчика. Все семьи, которые меня окружали, потеряли кого-нибудь. И это было просто жутким трагическим бытом нашего существования. И поэтому найти какие-то верные слова было очень важно, чтобы они не оскорбили ничьего слуха, сердца. Потому что это действительно уже без всякого пафоса было и живым и святым для всех нас.— Г. Шергова, интервью на радио «Эхо Москвы»
Шергова создала новый жанр в документалистике — рассказ от первого лица. До появления её работ автор оставался за кадром. В значительной мере благодаря Галине Шерговой в Советском Союзе появился жанр авторского документального телекино. Сама Шергова так определила свою творческую задачу:

Мне хотелось перенести на экран принцип литературы. Чтобы образы, метафоры высекались и в устной речи, и в сочетании с изображением. И чтобы зритель чувствовал — у тебя за плечами больше, чем ты рассказываешь.— Г. Шергова, интервью
В первой в СССР документальной телеэпопее «Наша биография» были затронуты темы, ранее считавшиеся запретными. Были показаны реабилитировавшиеся после репрессий люди, что стало информационным прорывом на советском телевидении.
Жизнь Галины Шерговой и Александра Юровского неотделима от дружбы с такими людьми, как Зиновий Гердт, Александр Галич, Анатолий Алексин, Ксения Маринина, Григорий Чухрай, Александр Ширвиндт, Александр Каверзнев, коллеги Юровского по кафедре телевидения Рудольф Борецкий, Александр Шерель, Георгий Кузнецов. «В этом доме всегда пересекались-переплетались пути первой в стране кафедры телевидения и радиовещания журфака МГУ — и самого Всесоюзного телерадиовещания», — написала в прощальном слове Галине Михайловне аспирантка Юровского, Анна Качкаева.

## Семья
Муж — Александр Яковлевич Юровский (1921—2003), сценарист, доктор филологических наук, профессор МГУ имени М. В. Ломоносова.
Дочь — Ксения Александровна Шергова (род. 1952), режиссёр-документалист
У Галины Шерговой две внучки — Екатерина Шергова (род. 1975), журналист, директор БФ «Подари жизнь»; Лёля Шергова (род. 1979), исследователь медиа. Есть правнуки.
Дядя — Лев Исаевич Шергов (1880—1938, расстрелян), был раввином открытой в 1907 году Читинской синагоги и общественным раввином Читы (1910—1913), гласным городской Думы, членом Общества взаимного кредита, управления Торгово-промышленной палаты (1919), Временного Восточно-Забайкальского народного собрания, исполнительным директором Забайкальского акционерного общества (1922). Другой дядя — Александр Давыдович Мейсельман (1900—1938, расстрелян), историк театра, поэт, литератор, автор книги «Лам: очерки Охотско-Камчатского края» (1931). Ещё один дядя — купец первой гильдии и меценат Давид Михайлович (Хаимович) Кузнец.
Двоюродная сестра — Марианна Давидовна Кузнец (1896—1961), переводчик, языковед в области английского языка, заведующая кафедрой иностранных языков Ленинградского педиатрического медицинского института, жена историка Л. Л. Ракова.

## Книги
- На углу Арбата и улицы Бубулинас. Повесть. — М.: Молодая гвардия, 1969. — 160 с.
- Туманная эстакада. Повесть. — М.: Молодая гвардия, 1974. — 128 с.
- Меты. Стихи. — М.: Сов. писатель, 1975. — 79 с.
- Десять секунд бессмертия. Повесть. — М.: Молодая гвардия, 1978. — 206 с.
- Эхо слова. Записки о звучащей публицистике. — М.: Искусство, 1986. — 239 с.
- Синий гусь. Повести. — М.: Молодая гвардия, 1988. — 335 с.
- Возраст: Поэма, стихотворения. — М.: Советский писатель, 1988. — 112 с.
- Апрельский снегопад (сборник рассказов из серии "Библиотека «Огонёк»). — М.: Правда, 1988.
- Вторая любовь. Повести. — М.: ИПО Полигран, 1994. — 384 с.
- Кленовый листопад (Рекламная библиотечка поэзии). — (50 лет Великой Победы). — М.: РБП, 1995. — 7 с.
- Касание. Роман. — М.: Издательство АСТ, Астрель, 2000. — 384 с.
- …Об известных всем. — М.: Издательство АСТ, Астрель, 2004. — 556 с.
- Светка — астральное тело. Повести. — М.: Издательство АСТ, Астрель, 2007. — 318 с.

## Фильмография
- 1959 — День нашей жизни
- 1970 — Трагедия Перу
- 1971 — Горячий ветер свободы; Десант дружбы
- 1972 — На углу Арбата и улицы Бубулинас; Победоносный Сталинград
- 1973 — Эжени Коттон
- 1974 — Наш Пушкин; Киножурнал Москва 1974 № 11 Говорит и показывает Москва
- 1975 — Наследники победы (к/м); Мир дому твоему
- 1977 — Наша биография; Главная площадь
- 1978 — Родословная подвига
- 1979 — К берегам Эллады
- 1980 — На выставке «60 лет советского кино»; Легка ли земля Кубани
- 1981 — Ужель та самая Татьяна?; Крах операции «Тайфун» ; Писатель и время
- 1982 — По комсомольскому календарю; Друг наш Индия
- 1982 — Московские адреса
- 1983 — Легенда и быль о Дашковой; У истоков советской культуры
- 1984 — Стратегия победы
- 1986 — Город
- 1987 — Притча о воскрешении
- 1988 — Секреты третьей корзины (автор сценария. Творческое объединение «Экран»)
- 1991 — Театральный роман (к/м)
- 1997 — Война окончена. Забудьте…
- Красная площадь
- Волгоград
- Глазами вдохновения
- Однажды мир узнал
- Быль о Фаусте
- Несокрушимая и легендарная

и др.

## Награды и премии
- медаль «За боевые заслуги»
- Почётное звание «Заслуженный работник культуры РСФСР» (6 января 1975 года) — за заслуги в области советской культуры[17]
- Золотая медаль имени А. П. Довженко (1975) — за фильм «Наследники победы»
- Серебряная медаль имени А. П. Довженко
- Государственная премия СССР 1978 года в области литературы, искусства и архитектуры (19 октября 1978 года) — за цикл телевизионных документальных фильмов «Наша биография»[18]
- Национальная премия «Лавровая ветвь» в области неигрового кино и телевидения «За вклад в кинолетопись»
- орден Отечественной войны II степени (6 ноября 1985 года) — за храбрость, стойкость и мужество, проявленные в борьбе с немецко-фашистскими захватчиками, и в ознаменование 40-летия победы советского народа в Великой Отечественной войне 1941—1945 годов[19]
- орден «За заслуги перед Отечеством» IV степени (29 мая 1995 года) — за заслуги перед государством, успехи, достигнутые в труде, большой вклад в укрепление дружбы и сотрудничества между народами[20]
- премия «ТЭФИ» (2010) в номинации «Легенда российского телевидения»
- орден Почёта (16 ноября 2011 года) — за большие заслуги в развитии отечественного телерадиовещания и многолетнюю плодотворную деятельность[21]

## В искусстве
Галине Шерговой и Александру Юровскому посвящена песня Юрия Визбора «А жизнь у нас вышла такая…».